# مسجد کلکته‌چی
مسجد کلکته چی مربوط به دوره قاجار است و در تبریز، خیابان معاصر، میدان ویجویه، کوچه مدیر شهلا واقع شده و این اثر در تاریخ ۱۱ مرداد ۱۳۸۴ با شمارهٔ ثبت ۱۲۴۳۹ به‌عنوان یکی از آثار ملی ایران به ثبت رسیده است.